# Mihai Timu
Mihai Timu (ur. 9 maja 1922 w Piatra Neamț, zm. 5 sierpnia 1968) – rumuński jeździec. Uczestnik Igrzysk Olimpijskich w 1952 w Helsinkach. Na igrzyskach olimpijskich nie ukończył konkursu WKKW.
Zginął w wypadku drogowym, razem z innym rumuńskim jeźdźcem, olimpijczykiem z 1056 i 1960 Gheorghe Langą.